# 馮于倫
馮于倫（英語：Aaron Feng，1992年2月15日—），台灣影像導演、編劇、製作人，拍攝多部廣告及劇情片。曾為國際機器人大賽台灣代表選手。2023年出品、監製之電影短片《紅的夢》入圍 台北電影獎最佳短片、台北電影獎最佳新演員。

## 個人生活
曾為臺灣機器人大賽代表國手（2004-2009），生於臺灣新竹市。曾代表台灣赴德國、日本、韓國、泰國等多國參與世界級創意類別的機器人競賽，2008年在日本獲得世界銅牌，2006年在德國青少年機器人世界杯獲得最佳感應器應用技術獎，也在國際奧林匹克機器人大賽與青少年機器人世界杯獲得七次冠軍兩次亞軍。
2016年共同創立新媒體公司-赤子創意並擔任營運長及導演職務，專注於社群影音IP開發、KOL演藝經紀及社群媒體行銷。
2019年創立-影像製作公司愚人制作。
短片小弟出任務參予義大利青年巡迴影展、中國長春國際微電影文化節、公視學生劇展單元。
首部執導長片新創電影《半熟少年》於  2018年4月16日在西門町in89豪華數位影城舉辦首映會。
2022年推出監製短片《紅的夢》由林劭慈導演執導，以及執導作品《白日夢》，2023年製作人短片《如果時間在此刻停下》於高雄電影節世界首映並入圍 金穗獎最佳劇情短片。

## 影視作品列表

### 劇情片
| 年份 | 中文片名               | 英文片名               | 監製 | 導演 | 編劇 | 攝影 | 獎項榮譽 | 影片類型           |
| 2012 | 《寂寞作業》           | Find my true love      |      | 是   | 是   | 是   | | 劇情短片           |
| 2012 | 《黑框》               | Black Frame            |      | 是   | 是   | 是   | | 紀錄短片           |
| 2012 | 《台灣媳婦.李富貴》    | A Woman in Taiwan      |      | 是   | 是   | 是   | - 第五屆《攝區二三事》佳作 | 紀錄短片           |
| 2013 | 《高處》               | Go to Heaven           |      | 是   | 是   | 是   | - 草根影展 入圍最佳劇情片、最佳導演、最佳編劇、最佳攝影、最佳剪輯                                                                                     | 實驗短片           |
| 2013 | 《真相大白》           | The Truth              |      | 是   | 是   | 是   | | 劇情短片           |
| 2013 | 《小弟出任務》         | Mission unlimited loop |      | 是   | 是   | 是   | - 公視學生劇展 - 中國長春國際微電影文化節 - 義大利青年巡迴影展                                                                                        | 劇情短片           |
| 2014 | 《下流社會》           | City of Irony          |      | 是   | 是   | 是   | - 英國青年影展 - 金創獎 最佳劇情片-入圍、最佳導演-入圍、最佳男演員、最佳配樂 - 黑色影展 - 傳奇影展 大學觀摩組                                         | 劇情短片           |
| 2018 | 《戀愛選擇題》         | I Love U               | 是   | 是   |      | 是   | - 全網點閱率破4,000,000 | 劇情短片、網路劇集 |
| 2018 | 《半熟少年》           | Fight for fever        | 是   | 是   | 是   |      | - 全網點閱率破5,000,000 | 劇情長片、迷你劇集 |
| 2022 | 《紅的夢》             | Normally Insane        | 是   |      |      |      | - 入圍2023 台北電影獎最佳短片、台北電影獎最佳新演員                                                                                                   | 劇情短片           |
| 2023 | 《白日夢》             | Pipe Dream             | 是   | 是   | 是   |      | - 2025 入圍 Student Los Angeles Film Awards (SLAFA) - 2023 青春影展影視類 優選獎 - 2023 放視大賞影視類 銀獎 - 2023 入圍金片子大賽一般組、最佳音效設計 | 劇情短片           |
| 2023 | 《如果時間在此刻停下》 | Take me to the river   | 是   |      |      |      | - 2024 金穗獎最佳劇情短片入圍 - 2023 高雄電影節世界首映                                                                                               | 劇情短片           |
| 2024 | 海浪 (短片)            | Emptiness              | 是   | 是   | 是   |      | | 劇情短片           |

### 廣告

#### 2013
陸寶陶瓷-《花映物語》

陸寶陶瓷-《東方印象》

#### 2014
陸寶陶瓷-《藝穗系列》

陸寶陶瓷-《對弈系列》

樹德科技大學-動畫與遊戲設計系-《Play the stories》

#### 2015
新北市立圖書館-《你閱讀的家-清晨篇》

新北市立圖書館-《你閱讀的家-深夜篇》

新北市立圖書館-《你閱讀的家-相遇篇》

新北市坪林茶業博物館-《全新開館篇》

新北市政府文化局-《435創藝魔法城》

龍涎居雞膳食坊-年度形象廣告《取之好地篇》

三創生活園區-《星際大戰大鬧三創-咖啡篇》

三創生活園區-《星際大戰大鬧三創-耳機篇》

三創生活園區-《星際大戰大鬧三創-電梯篇》

三創生活園區-《星際大戰大鬧三創-電玩篇》

三創生活園區-《星際大戰大鬧三創-吃飯篇》

#### 2016
肯德基-KFC美式BBQ醬烤煙燻雞-《泛舟哥篇》

高雄市政府衛生局-登革熱《潑潑潑篇》

高雄市政府衛生局-登革熱《全程戒備篇》

亞太電信-GT VoTLE-《零零漆特務篇》

香港西九龍中心-《出遊好友篇》

香港西九龍中心-《出遊男友篇》

台灣代駕-《好友聚餐篇》

澳門旅遊局-《文青篇》

澳門旅遊局-《片場篇》

澳門旅遊局-《美食大作戰篇》

7-Eleven-《做愛心篇》

黑松沙士-《誤交損友篇》

#### 2017
Samsung Galaxy A7-《屁孩冒險篇》

Expedia 智遊網-《恐怖情侶吵架篇》

Honda CR-V-《出遊篇》

愛之味分解茶-《用餐篇》

特上紅奶茶-《高中同學特厲害》

Nissan XTRAIL-《情侶篇》

瑞穗調味乳-《女神篇》

#### 2018
G妹遊戲 江湖大夢-《職場宮鬥篇》

遊戲橘子 新楓之谷-《精靈告白篇》

日本大阪環球影城-《戀愛出遊篇》

MyVideo-《電影篇》

17直播-《新年17過 有你不寂寞》

#### 2019
日立冷氣-《尖石國中-下一個冠軍》]

日立冷氣-《失親兒福利基金會-最渺小的偉大》]

中華民國財政部- 《稅改掏心話－財政部和你在一起》]

MARCIA-《做自己的女戰神》]

新北市經濟發展局-《新北就是快篇》

新北市經濟發展局-《THRIVE》

#### 2020
日立冷氣-珍愛地球深耕台灣計畫《青葉國小篇》

新北市政府農業局-《萬金杜鵑鄉篇》

台灣設計研究院-衛生所再設計計畫《設計行動篇》《設計改造篇》《設計成果篇》《完整記錄篇》系列廣告

新北市政府文化局-《你家就是美術館》

亞洲有機行銷智能中心 CEIOMA-《三峽谷芳飄茶香》

亞洲有機行銷智能中心 CEIOMA-有機會更好《考試篇》《搬家篇》《願景篇》系列廣告

#### 2021
Samsung Galaxy S21-《精彩造起來》
日立冷氣-珍愛地球深耕台灣計畫《尖石國小篇》

新北市政府農業局-《新北好茶篇》

新北市政府農業局-《甘藷三步驟》《茭白筍三步驟》

MUFU V10S-《神隊友篇》

## 文字作品

### 歌詞
- 2008年-《虛偽的笑聲》第一屆Outerspace太空MC battle大賽 太空人氣賞
- 2014年-《上流社會》 畢業製作《下流社會》主題曲
- 2014年-《遇見你Crazy》演唱：梁心頤 畢業製作《下流社會》插曲

## 其他

### 演講授課
- 2023年-SONY Taiwan VIP分享會
- 2022年-開南大學 電影與創意媒體系
- 2021年-亞東醫院 內部教育訓練-創意行銷
- 2020年-亞東醫院 內部教育訓練-影音製作
- 2018年-國立海洋科技大學 海洋文創設計產業學士學位學程
- 2018年-銘傳大學 電影創作社
- 2017年-YOUTUBE POP-UP TAIPEI
- 2017年-開南大學 電影與創意媒體與系
- 2017年-世新大學 公共關係暨廣告學系

### 活動出席
- 2020年-電影《明日之星》映後共談人 [7]
- 2019年-2019 Conde Nast 2019 康泰納仕社群風格名人獎 (VODGE TAWAN & GQ TAIWAN)
- 2018年-GQ TAIWAN SUIT WALK 2018 台北國際紳裝日
- 2016年-美圖公司美圖旗艦V4S拍照手機廈門發表會

## 選手時期

### 機器人大賽比賽經歷
| 年份 | 級別         | 比賽                               | 組別            | 名次       |
| ---- | ------------ | ---------------------------------- | --------------- | ---------- |
| 2004 | 新竹熱身賽   | 國際奧林匹克機器人大賽(WRO)        | 足球賽1v1       | 第二名     |
| 2004 | 北區初賽     | 國際奧林匹克機器人大賽(WRO)        | 競賽類          | 無         |
| 2005 | 台灣區       | 青少年機器人世界杯(Robocup Junior) | 足球賽1v1       | 無         |
| 2005 | 台灣區       | 青少年機器人世界杯(Robocup Junior) | 足球賽2v2       | 無         |
| 2005 | 台灣區       | 國際奧林匹克機器人大賽(WRO)        | 創意賽國中組    | 第一名     |
| 2005 | 台灣區       | 國際奧林匹克機器人大賽(WRO)        | 足球賽國中組    | 第四名     |
| 2006 | 台灣區       | 青少年機器人世界杯(Robocup Junior) | 舞蹈項目-國中組 | 優勝       |
| 2006 | 台灣區       | 國際奧林匹克機器人大賽(WRO)        | 創意賽-國中組   | 第一名     |
| 2007 | 台灣區       | 國際奧林匹克機器人大賽(WRO)        | 創意賽-高中組   | 第二名     |
| 2008 | 桃竹苗校際盃 | 國際奧林匹克機器人大賽(WRO)        | 創意賽-高中組   | 第一名     |
| 2008 | 台灣區       | 青少年機器人世界杯(Robocup Junior) | 舞蹈項目-高中組 | 優勝       |
| 2008 | 台灣區       | 國際奧林匹克機器人大賽(WRO)        | 創意賽-高中組   | 第二名     |
| 2009 | 台灣區       | 全國高職節約能源專題製作競賽       | 決賽            | 無         |
| 2009 | 台灣區       | 第39屆全國技能競賽                 | 機器人組別      | 優勝       |
| 2009 | 台灣區       | 青少年機器人世界杯(Robocup Junior) | 舞蹈項目-高中組 | 佳作       |
| 2009 | 台灣區       | 國際奧林匹克機器人大賽(WRO)        | 創意賽－高中組  | 第一名     |
| 2009 | 台灣區       | 青少年創新、創意機器人競賽         | 高中組          | 值得注目獎 |

### 機器人大賽國際賽比賽經歷
| 年份 | 級別   | 主辦城市   | 比賽                               | 組別                 | 名次                               |
| ---- | ------ | ---------- | ---------------------------------- | -------------------- | ---------------------------------- |
| 2005 | 國際賽 | 泰國曼谷   | 國際奧林匹克機器人大賽(WRO)        | Open Category Junior | Judge Awards 評審團首獎            |
| 2006 | 世界盃 | 德国不來梅 | 青少年機器人世界杯(Robocup Junior) | OnStage challenge    | Best Senior Using 最佳感應器應用獎 |
| 2006 | 國際賽 | 中国南寧   | 國際奧林匹克機器人大賽(WRO)        | Open Category Junior |                                    |
| 2007 | 國際賽 | 臺灣台北   | 國際奧林匹克機器人大賽(WRO)        | Open Category Junior | 優勝                               |
| 2008 | 國際賽 | 日本橫濱   | 國際奧林匹克機器人大賽(WRO)        | Open Category Junior | Third Place 第三名                 |
| 2009 | 國際賽 | 浦項       | 國際奧林匹克機器人大賽(WRO)        | Open Category Junior |                                    |

### 特殊榮譽
- 2005新竹市長林政則接見-泰國曼谷國際賽獲評審團首獎 [10]
- 2009新竹市長林政則接見-日本橫濱國際賽獲世界銅牌 [11]